# 尚戈火山口

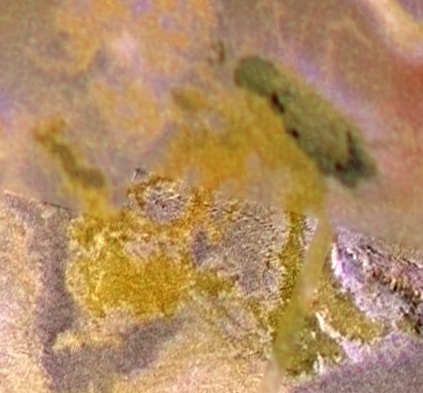
尚戈火山口高分辨率照片，1999年7月和1999年10月“伽利略探测器”在与木卫一交会期间拍摄。

尚戈火山口（Shango Patera）是木卫一表面一座火山口或呈扇贝状边缘的不规则火山坑，直径约 90 公里，位置坐标 32°21′N 100°31′W / 32.35°N 100.52°W，其名称取自约鲁巴雷神“尚戈”，2000年被国际天文联合会正式批准接受。在它的北面坐落了斯基提亚山，西南是喷发中心阿米拉尼火山、而东南则分布有吉什巴尔火山口、吉什巴尔山及埃斯坦火山口
尚戈火山口是2001年至2007年期间地表产生重大变化的地点，在2007年2月“伽利略号探测器”任务结束和“新视野号探测器”飞越之间，尚戈火山口坑底和尚戈火山口流向西南方的熔岩流已变暗了很多。